# (7056) Kierkegaard
(7056) Kierkegaard (1989 SE2) – planetoida z pasa głównego asteroid okrążająca Słońce w ciągu 4,72 lat w średniej odległości 2,81 j.a. Odkryta 26 września 1989 roku.